# KTM LC2 125

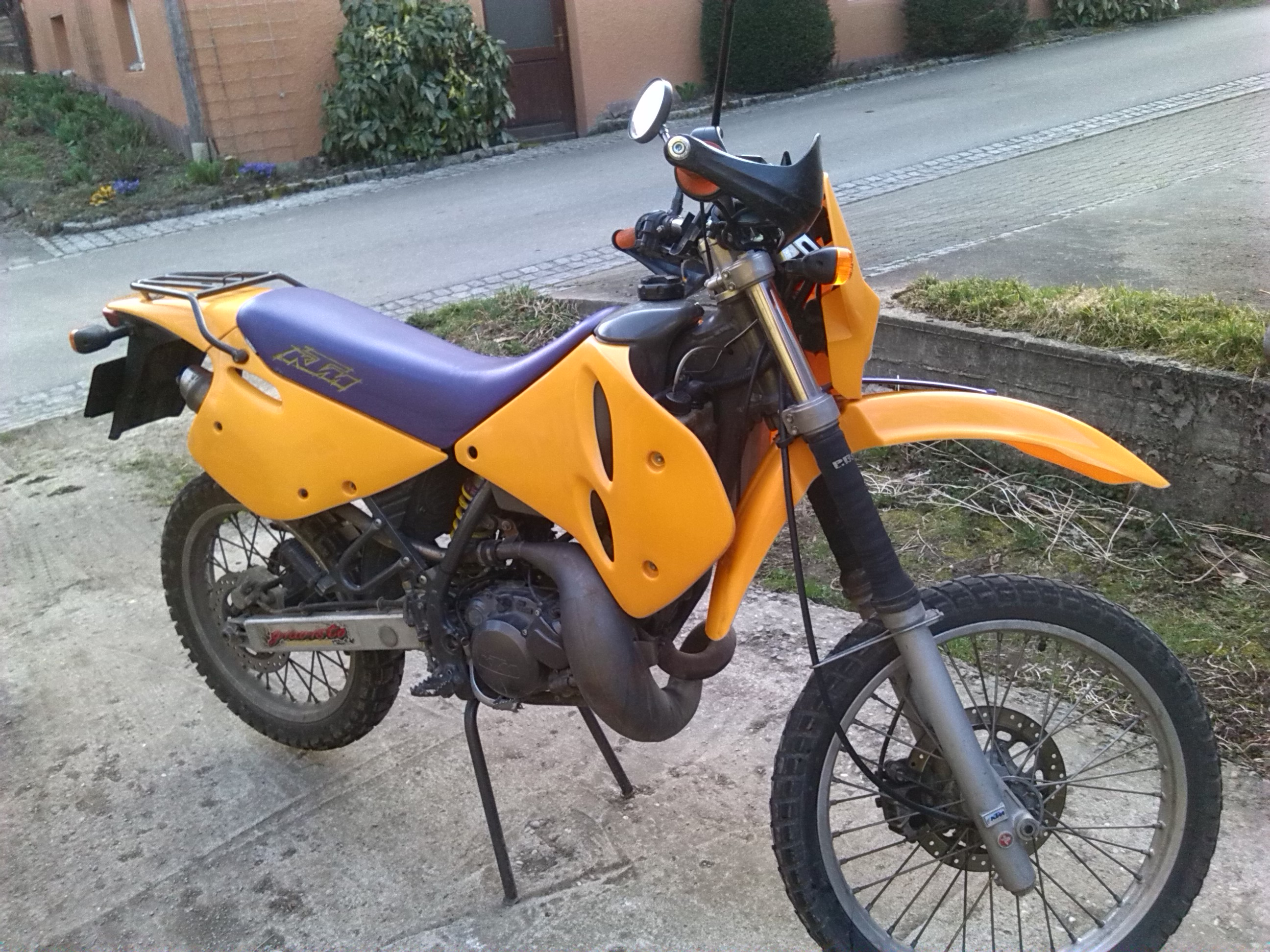
KTM LC2 125 Baujahr 1997

Die KTM LC2 125 ist ein geländegängiges Motorrad des österreichischen Motorradherstellers KTM.

## Technik
Der 125-cm³-Einzylinder-Zweitaktmotor (Getrenntschmierung) leistet im gedrosselten Zustand 14 PS und erreicht ein maximales Drehmoment von 10,8 Nm bei einer Drehzahl von 6800/min. Gestartet wird das Geländemotorrad von einem elektrischen Anlasser. Die Höchstgeschwindigkeit im zulassungsfähigen Zustand beträgt 102 km/h. Im ungedrosselten Zustand werden 125 km/h bei 24 PS erreicht. Die KTM ist so jedoch nicht zulassungsfähig. Das Tankvolumen beträgt 8,5 Liter. Der Öltank fasst 1,3 Liter.
Die KTM LC2 125 ist mit einem 6-Gang (Klauengeschaltet) und Scheibenbremsen an Vor- und Hinterrad (vorne 260 mm und hinten 220 mm) ausgestattet. Sie verfügt über eine 41 mm Paioli Telegabel mit 240 mm Federweg und ein Paioli Federbein mit 280 mm Federweg. Ihr Trockengewicht beträgt 121 Kilogramm.

## Kritik
„Die österreichische Dreckschleuder ist mit das Unvernünftigste, was die 125er Klasse zu bieten hat. Das Ding ist nicht Einsteiger, es ist Profi. Fast jedes Detail ist für den verschärften Geländeeinsatz gemacht – ein Blick auf Alu-Schwinge, Brembo-Doppelkolben-Bremssattel, Stahlflex-Bremsleitung, Kupplungs-Schnellverstellung und gezahnte Rasten genügt.“